# Max von Weddig
Max Alexander Robert von Weddig (* 15. Oktober 1848 in Oldenburg; † 1920) war ein preußischer Generalmajor.

## Herkunft
Er war der Sohn von Adolf von Weddig (* 24. November 1808; † 20. Februar 1876) und dessen Ehefrau Emilie, geborene von Buschmann (* 14. April 1820; † 4. September 1876). Sein Vater war großherzoglich-oldenburgischer Oberst a. D., zuletzt im Großherzoglich Oldenburgischen Infanterie-Regiment, sein Großvater der Major Christian August von Weddig.

## Leben
Weddig trat im Juni 1866 als Kriegsfreiwilliger in das Oldenburgische Infanterie-Regiment ein, mit dem er im Deutschen Krieg am Mainfeldzug teilnahm. Ab September 1867 wurde Weddig als Fähnrich mit seinem Verband in den Verbund der Preußischen Armee übernommen. Im Juli 1868 zum Sekondeleutnant befördert, nahm Weddig 1870/71 am Krieg gegen Frankreich teil, wo er in der Schlacht von Vionville durch einen Schuss in den rechten Oberschenkel schwer verwundet wurde. Weddig wurde mit dem Eisernen Kreuz II. Klasse ausgezeichnet.
Von Juni 1871 bis September 1873 war er als Inspektionsoffizier an die Kriegsschule in Neisse abkommandiert. Anschließend absolvierte er bis Juli 1876 die Kriegsakademie und wurde zwischenzeitlich im Februar 1874 zum Premierleutnant befördert. Von Mai 1877 bis März 1879 war Weddig zum Großen Generalstab abkommandiert. Er wurde von dort ab November 1878 bis April 1879 nach Athen beurlaubt, um dort an den topografischen Arbeiten des Deutschen Archäologischen Instituts teilnehmen zu können. Ende März 1879 erhielt er die Versetzung in den Nebenetat des Großen Generalstabs, in die Behörde Preußische Landesaufnahme: Er wurde à la suite des Generalstabs der Armee gestellt, seine Verwendung war die eines Vermessungsdirigenten bei der Preußischen Neuaufnahme. Im Januar 1880 erfolgte die Beförderung zum Hauptmann. Unter Belassung in seiner Stellung wurde Weddig im März 1883 mit einem Patent vom März 1879 als Kompaniechef in das Hannoversche Füsilier-Regiment Nr. 73 versetzt. Im September 1889 wurde er als überzähliger Major dem Regiment aggregiert und im März 1890 einrangiert. Im November 1890 bekam er seine Versetzung als Kommandeur des I. Bataillons in das 3. Garde-Grenadier-Regiment „Königin Elisabeth“. Im Mai 1895 wechselte Weddig in das Leib-Grenadier-Regiment „König Friedrich Wilhelm III.“ (1. Brandenburgisches) Nr. 8, wo er mit den Funktionen des etatmäßigen Stabsoffiziers betraut war. Mit der Beförderung zum Oberstleutnant im Juni 1895 erhielt er auch die Position des etatmäßigen Stabsoffiziers.
Ab der Beförderung zum Oberst am 18. Oktober 1897 kommandierte Weddig das Infanterie-Regiment Nr. 55 bis zum 17. Oktober 1900. Anschließend wurde er in Genehmigung seines Abschiedsgesuches mit der gesetzlichen Pension und der Berechtigung zum Tragen der Regimentsuniform zur Disposition gestellt. Weddig erhielt am 19. Dezember 1903 noch den Charakter als Generalmajor.